# يان فان ديبينبيك
يان فان ديبينبيك (بالهولندية: Jan van Diepenbeek)‏ (5 أغسطس 1903 - 8 أغسطس 1981) لاعب كرة قدم هولندي راحل كان يجيد اللعب في خط الدفاع.
لعب طوال مسيرته الرياضية في أندية أياكس أمستردام (1929-1938) هيدو، فيلهيلمينا فورواردز.
مثل منتخب هولندا في 4 مباريات (1933-1935). شارك مع منتخب هولندا في بطولة كأس العالم 1934 في إيطاليا حيث خرج من الدور الثمن النهائي.

## وصلات خارجية
- يان فان ديبينبيك على موقع الاتحاد الدولي (مؤرشف)  (الإنجليزية)
- يان فان ديبينبيك على موقع قاعدة بيانات كرة القدم.إي يو (الإنجليزية)
- يان فان ديبينبيك على موقع ناشيونال فوتبول تيمز (الإنجليزية)
- يان فان ديبينبيك على موقع Soccerway.com (الإنجليزية)
- يان فان ديبينبيك على موقع عالم كرة القدم.نت (الإنجليزية)

- هذا سيرة ذاتية